# Tiliacora dielsiana
Tiliacora dielsiana är en tvåhjärtbladig växtart som beskrevs av Hutchinson och Dalziel. Tiliacora dielsiana ingår i släktet Tiliacora och familjen Menispermaceae. Inga underarter finns listade i Catalogue of Life.